# August Sandgren
August Sandgren (født 13. januar 1893 i Hobro; død 13. november 1934 i København) var en dansk bogbinder. Han var en af Danmarks bedste kunsthåndværkere med en sikker sans for design uden at gå på kompromis med håndværket.
August Sandgrens kunsthåndværk er i sin smukke og enkle stil på linje med det bedste i dansk design, og hans bogbind indgår helt naturligt i samme tradition som møbelarkitekterne Kaare Klint, Hans J. Wegner og Mogens Koch, arkitekten Arne Jacobsen og sølvkunstneren Henning Koppel. Sandgren overførte funktionalismens principper og elegante enkelhed på bogdesign, og han var en væsentlig fornyer i dansk bogkunst.

## Læretid
Sandgren var i bogbinderlære 1907-1911 hos bogbinder P.E. Haarsløv i Hobro; 1912-19 var han på valsen i Europa, hvor han arbejdede i Holland, Tyskland, Schweiz og Frankrig. Da han ville videre til Italien udbrød første verdenskrig, og strandede personer blev sat på et tog mod Danmark. Sandgren stod imidlertid af i Berlin, hvor han i 1916 fik følgeskab af sin yngre bror Oscar Sandgren (1897-1982), der nu også var udlært bogbinder. 
I Berlin interesserede Sandgren sig for typografi og kalligrafi og tog kurser deri. Han gik en tid på Berlin  Buchbinder  Fachschule og arbejdede på forskellige værksteder. Under opholdet i Berlin begyndte han at fotografere de arbejder, han udførte, en praksis han videreførte efter hjemkomsten til København i samarbejde med xylografen Frederik Hendriksen. På bagsiden af fotografierne skrev han oplysninger om titel, skindfarve og format. 
På biblioteker og museer i Berlin stiftede han bekendtskab med arbejder af den engelske bogbinder Cobden-Sanderson (1840-1922) fra Arts and Crafts-bevægelsen, som han lod sig inspirere af.
I Berlin opnåede Sandgren en anerkendt position som forgylder og fik undervisning af den dygtige bogbinder Paul Kersten.
Inden Sandgren 1919 vendte tilbage til København, var han i Berlin blevet gift med Charlotte Marie Petermann (1900-1975), og i 1920 etablerede han sig med eget værksted, hvor broderen Oscar blev ansat.
August Sandgren etablerede sig i 1920 på Pile Allé 41 på Frederiksberg, hvor broderen Oscar blev ansat. Blandt hans vigtige kunder var kunstneren Axel Salto, antikvarboghandler Gustav Strand samt ingeniør Oscar og fru Lia Ekman.

## Arbejde for biblioteker
Sandgren søgte og fik forbindelse med forskellige biblioteker, og i 14 år indbandt han ca. 25.000 bøger for Frederiksberg Bibliotek. Han samarbejdede også fra 1924 med Det Kongelige Bibliotek, hvor nogle af byens bogbindere fik opgaver på skift − bl.a. Anker Kyster, Jakob Baden (1861-1940), Oscar Jacobsen (1878-1962) og Jacob Ludvig Flyge (1849-1913). De opgaver standsede, da DKB fik eget bogbinderi med egne bogbindere, hvorved de selvstændige bogbindere fik det sværere.

## Karakteristik og betydning
August Sandgren havde en klar idé med sit kunsthåndværk: Bogbindene skal være smukke og elegante, i smukke og eksklusive materialer og samtidig være fine brugsgenstande – dvs. de skal være nemme at genkende og finde på reolen, have tydelige rygtitler, ligge godt i hænderne, have et godt oplukke og være slidstærke. Han var således en foregangsmand for funktionalismen i dansk design, og vendte sig mod den tidligere generation af bogbinderne, der havde arbejdet i skønvirkens mere overlæssede stil – bedst repræsenteret ved Anker Kyster, der fik bl.a. Thorvald Bindesbøll til at designe nogle af sine bind. Sandgren gik helt bort fra skønvirkens overlæssede stil og skar dekorationen af sine bind ned til et minimum og opnåede en hidtil ukendt elegance i dansk bogbind.
August Sandgrens kunsthåndværk er meget karakteristisk. Hans bind fremstår altid som en velformet helhed, hvor alle bindets elementer – ryg, bindsider, rygtitel osv. – er i fuldstændig balance. Ryggene er gerne flade frem for rundede, kapitæler og kanter er fladstrøgne og formeringen er smal. Kapitælbåndene er håndgjorte, oftest i rødt og grønt.
De bedste af bindene har et helt enkelt og tidløst design. På hans berømte helbind af skind, som han fremstillede ca. 100 af, er dekorationen gerne begrænset til en guldramme yderst på bindsiderne – f.eks. en guldstreg, et mønster eller et geometrisk design – og bindsidernes store midterfelt er fri for dekoration. Her bliver det fremherskende i stedet skindets kvalitet, hvor Sandgren udvalgte det allerbedste i ged eller maroquin med en smuk, naturlig struktur, og bindenes farve, som er afdæmpede og i de mørkere nuancer, fx brunt eller rødt. Forsatspapirene er også afdæmpede, gerne cremehvide. Princippet er ikke ulig de danske møbeldesignerne, som fremhæver træets naturlige farver, strukturer og bøjelighed i deres møbler.
August Sandgrens halvbind kan være meget fyldigt dekorerede på ryggen, men med få stempler, der varieres, så han opnår et enkelt og roligt udtryk. Sandgren fremstillede selv meget dekorativt sidepapir af klistermarmor, som er holdt i mørkere farver – brunt, sort, mørkegrønt og blåt, og det smukkeste har lodrette, tætte striber. Han gjorde papirbindet eksklusivt, og som den første gav han hjørner og kapitæler pergament, så bindene er slidstærke på de udsatte steder. Han anvendte enten sit eget marmorerede papir eller smukt håndgjort italiensk papir. Bindene fik en guldstreg yderst på bindsiderne, og blev på den måde dekoreret som hans helbind.
August Sandgren genindførte pergamentbindet i dansk bogbind og udførte solide men dekorative bind med karakteristiske hvide rygge, gerne med et rygtitelfelt i brunt skind. Han udnyttede sit talent for kalligrafi, når han på helbind af pergament skrev titlen direkte på ryggen og på bindsiderne.
Rygtitlen har hos Sandgren en væsentlig betydning, fordi det funktionelle og dekorative falder sammen. Han var en mester i typografi og spatiering, og han brugte helst samme typer som bogen er sat med. Han undgik helst forkortelser og orddelinger, og man ser næsten aldrig vertikale rygtitler.
August Sandgren var en dygtig håndværker, der selv udførte alle bogbindets arbejdsprocesser. Han skærfede selv læderet, så det opnåede den rette tykkelse, rygforhøjninger var kun med ægte bind, og hans forgylderarbejde er sjældent overgået.
Udover bogbind fremstillede August Sandgren også æsker og kassetter, og han fik en stor bestilling på arkivæsker til Københavns Politigård, som han lavede tusindvis af i sit lille værksted.
Sandgren var en del af tidens kunstnermiljø og samarbejdede med kunstneren Jais Nielsen, der malede i akvarel på de mest eksklusive af Sandgrens pergamentbind. I samarbejde med Axel Salto fremstillede han meget smukt papir til bindsiderne i geometriske mønstre og i mørke nuancer, som de kaldte Salsan-papir.
August Sandgren stiftede i fællesskab med antikvarboghandler Gustav Strand, bibliotekar Frits Johansen og forfatter og forlægger Cai M. Woel den lille forening 'Hjulet', som bl.a. hyldede Johannes V. Jensen. Foreningen udgav fire små skrifter som privattryk i et begrænset oplag, nr. 2 med en illustration af Jais Nielsen. De første af skrifterne blev trykt af Sandgren selv på en lille presse i værkstedet i Pile Allé. Han trykte og udgav også Alfred Kies digtsamling Floden i 1921.
Sandgren var aktiv i Forening for Boghaandværk og arbejdede især for at hæve kvaliteten på forlagenes bogudgivelser. Han designede og tilrettelagde Maxim Gorkijs Min Barndom (Henning Koppels Forlag, 1933) og lagde vægt på layout, typografi og papirkvalitet. Han var medlem af Foreningen for Kunsthaandværk, hvor han udstillede sine bind i Kunstindustrimuseet. Med Kay Bojesen og andre var han i 1931 medstifter af Den Permanente Udstilling for Dansk Kunsthaandværk og Kunstindustri (Den Permanente), og var her med til at bane vejen for dansk designs guldalder med sine høje krav til kunsthåndværket og design.
Sandgren-klubben blev stiftet i 1940 af Henrik Park, Niels Refsgaard, Bent Andrée, Jens Juul-Lassen og en række andre af landets bedste bogbindere og håndforgyldere. Klubben havde som formål, udover at hylde Sandgrens kunsthåndværk, at være en faglig forening, hvor man diskuterede bogbind, design, fagets udvikling, og hvor man gensidigt inspirerede hinanden. Meningsudvekslingerne i Sandgren-klubben er en væsentlig grund til det høje niveau i dansk bogbind og design langt op i det 20. århundrede. Klubben udgav en fin bog om August Sandgren i 1949.
Sandgrens bogbind bliver i dag diskuteret og beundret i Dansk Forening for Bogbind, Forening for Boghaandværk og Dansk Bibliofil-Klub, og man kan se smukke eksempler på hans bind på Det Kongelige Bibliotek og på Designmuseum Danmark.
Især bogbinderne Axel Knudsen og Henrik Park videreførte Sandgrens forening af det enkle og tidløse design og dygtige håndværk.
August Sandgrens eksklusive bogbind er i dag blandt de mest eftertragtede hos bogsamlere og bibliofiler pga. deres skønhed, høje tekniske kvalitet og stilrene design.

## Galleri
| - Nogle af Sandgrens bogbind - Æstetik og Udvikling af Johannes V Jensen - Aarstiderne af Johannes V Jensen, o. 1924 - To biblioteksbind |